# Gmina Graçen
Gmina Gracen (alb. Komuna Gracen) – gmina  położona w środkowej części Albanii. Administracyjnie należy do okręgu Elbasan w obwodzie Elbasan. W 2011 roku populacja gminy wynosiła 2192 w tym 1059 kobiet oraz 1133 mężczyzn, z czego Albańczycy stanowili 79,79% mieszkańców.
W skład gminy wchodzi dziewięć miejscowości: Graçen, Plangarica, Tërbaç, Bodin, Shingjin, Gjormë, Pajengë, Mamel, Dopaj.